# Condat-sur-Ganaveix

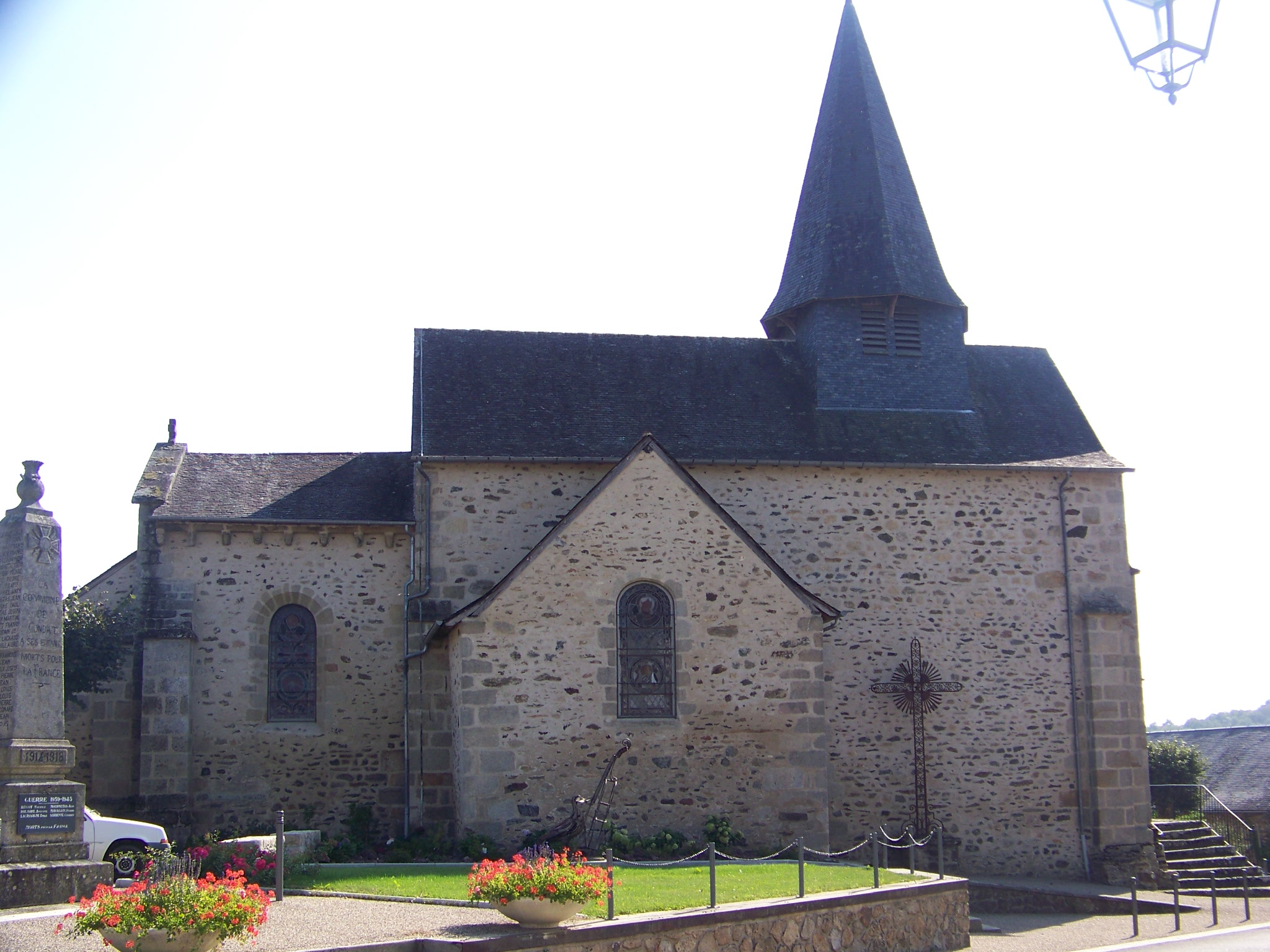
Kościół w Condat-sur-Ganaveix (2009)

Condat-sur-Ganaveix – miejscowość i gmina we Francji, w regionie Nowa Akwitania, w departamencie Corrèze.
Według danych na rok 1990 gminę zamieszkiwało 678 osób, a gęstość zaludnienia wynosiła 18 osób/km² (wśród 747 gmin Limousin Condat-sur-Ganaveix plasuje się na 193. miejscu pod względem liczby ludności, natomiast pod względem powierzchni na miejscu 97.).

## Populacja

Populacja Condat-sur-Ganaveix w latach 1962–2008